# The Way I Am (книга)
The Way I Am (с англ. — «Я такой») — автобиография американского рэпера Эминема. Книга была впервые опубликована 21 октября 2008 под редакцией Dutton Adult. Это сборник Эминема, в который входят личные истории, размышления, фотографии, оригинальные рисунки и тексты. Книга отображает его борьбу с бедностью, наркотиками, славой, семейной жизнью и депрессией, наряду с рассказами о его восхождении к славе и прошлой жизни. В книге представлены ранее неопубликованные фотографии из жизни Эминема. Также произведение содержит оригинальные рисунки, ранее неопубликованных текстов песен, и других редких памятных вещей. Автобиография названа так же, как и его сингл «The Way I Am» из альбома The Marshall Mathers LP (2000).